# Кономбо, Жозеф
Жозеф Иссуфу Кономбо (9 февраля 1917, Тампунко, провинция Базега, Верхний Сенегал-Мали — 20 декабря 2008, Уагудугу, Буркина-Фасо) — политический деятель Буркина-Фасо, премьер-министр страны (1978—1980).

## Биография
Обучался в военно-медицинской школе в Дакаре (Сенегал).
Во время Второй мировой войны служил во французских вооруженных силах.
- В 1951 году был избран во французское Национальное Собрание и являлся депутатом до 1959 года, когда Верхняя Вольта обрела независимость.
- В 1954—1955 гг. — одновременно заместитель государственного секретаря.
- В 1958—1980 гг. — депутат Национального Собрания Верхней Вольты.
- В 1960—1962 гг. — сенатор.
- В 1961—1965 гг. — мэр Уагадугу.
- В 1966—1968 гг. — министр здравоохранения,
- в 1971—1974 гг. — министр иностранных дел.
- В 1978—1980 гг. — премьер-министр Верхней Вольты, был свергнут вместе с президентом Абубакаром Сангуле Ламизаной в результате военного переворота.